# 포피 (프로시노네현)
포피(이탈리아어: Pofi)는 이탈리아 라치오주 프로시노네도에 위치한 코무네이다. 로마로부터 남동쪽으로 80km, 프로시노네로부터 남동쪽으로 9km 정도 떨어진 거리에 있다.